# Baudinard-sur-Verdon
Baudinard-sur-Verdon is een gemeente in het Franse departement Var (regio Provence-Alpes-Côte d'Azur) en telt 146 inwoners (2005). De plaats maakt deel uit van het arrondissement Brignoles.

## Geografie
De oppervlakte van Baudinard-sur-Verdon bedraagt 22,3 km², de bevolkingsdichtheid is 6,5 inwoners per km².
De onderstaande kaart toont de ligging van Baudinard-sur-Verdon met de belangrijkste infrastructuur en aangrenzende gemeenten.

## Demografie
Onderstaande figuur toont het verloop van het inwonertal (bron: INSEE-tellingen).